# José Luis López Aranguren
José Luis López Aranguren (ur. 9 czerwca 1909 w Ávila, zm. 17 kwietnia 1996 w Madrycie) – hiszpański filozof i eseista.
Był profesorem Uniwersytetu Madryckiego, napisał wiele rozpraw z zakresu religioznawstwa (catolicismo y protestantismo como formas de existencia 1952), etyki (Ética 1958, Ética y política 1963) i myśli społecznej (Moral y sociedad. Introducción a la moral social española del siglo XIX 1965). W swoich późniejszych pracach łączył poglądy katolickie z elementami marksizmu (El marxismo como moral 1968, La crisi del catolicismo 1969), stale rozszerzając zakres swoich zainteresowań (Eritismo y liberación de la mujer 1972, Sobre imagen, indentidad y heterodoxia 1981, El trabajo y el ocio 1988). Dla współczesnych sobie Hiszpanów był mistrzem i wzorem niezależnego naukowca.